# Генеральная войсковая канцелярия
Генеральная войсковая канцелярия — высший военно-административный орган власти при гетманах Войска Запорожского, также сохранявший свои основные функции в период Малороссийской коллегии.
Канцелярия генеральная войсковая непосредственно зависела от гетмана, и составляла высшее правительственное место в Малороссии, в отсутствие гетмана она управляла страной. Генеральную войсковую канцелярию составляла вся генеральная старшина, кроме судей, но её непременным членом был генеральный писарь, к которому присоединялись чаще всего генеральный обозный и есаулы. При посредничестве Генеральной войсковой канцелярии осуществлялось военное, административное, судебное и финансовое управление землями войска. Она просуществовала до 1764 года.

## История
Созданная в годы национальной революции 1648—1676 годов, канцелярия действовала при гетманах в Чигирине, а впоследствии Гадяче, Батурине и Глухове. В другом источнике указано что первоначально Генеральной войсковой канцелярии — походная гетманская канцелярия, с 20-х годов XVIII столетия — высшее административное учреждение.
В Генеральной войсковой канцелярии составлялись акты и велось делопроизводство внутреннего и международного характера, готовились документы по различным вопросам государственной и общественной жизни — составлялись и распространялись универсалы, приказы, ордера, привилегии, письма, договоры, соглашения, статьи, инструкции и так далее.
Общее руководство канцелярией осуществлял генеральный писарь, должность которого в разное время занимали: И. Креховецкий, И. Выговский, И. Груша, С. Голуховский, М. Вуяхевич, З. Шуйкевич, К. Мокриевич, С. Прокопович, В. Кочубей, В. Чуйкевич, Ф. Орлик, С. Савич, М. Турковский, А. Безбородко, В. Туманский и другие. Штат канцелярии состоял из войсковых канцеляристов, старших войсковых канцеляристов и войсковых служителей, которые назывались протоколистами, регистраторами, копиистами, толмачами и другими. В Генеральной войсковой канцелярии, в частности, служил казацкий летописец Самойло Величко.
С 1720-х годов канцелярия, кроме обязанностей по ведению делопроизводства, приобрела значение административного коллегиального органа исполнительной власти с правом рассмотрения и решения важных вопросов государственного управления, издание указов и распоряжений наравне с гетманом, предоставление генеральному старшине чинов и должностей и тому подобное. С тех пор разделена на две части: «присутствие» и собственно канцелярию с чётко определённым штатом канцеляристов и служителей и разграничением их функций на «повиття» (отделы). Обязанности повитчика полагались на старших канцеляристов. В годы Малороссийской коллегии (1724—1727) управление было полностью сосредоточено в руках канцелярии. В делах местного управления ей подчинялся кош Запорожской Сечи. Генеральная войсковая канцелярия просуществовала как орган власти вплоть до ноября 1764 года.